# Tumbbad
Tumbbad (तुम्बाड) és una pel·lícula de terror popular de l'Índia en hindi del 2018 dirigida per Rahi Anil Barve. A més, Anand Gandhi va exercir com a director creatiu, i Adesh Prasad hi va exercir com a co-director. Escrita per Mitesh Shah, Prasad, Barve, i Gandhi, la pel·lícula va ser produïda per Sohum Shah, Aanand L. Rai, Mukesh Shah i Amita Shah. Protagonitzada per Sohum Shah en el paper principal de Vinayak Rao, segueix la història de la seva recerca d'un tresor amagat del segle XX al poble de l'Índia de Tumbbad (Maharashtra).
El director, Rahi Anil Barve, va començar a escriure el guió basant-se en una història de la qual un amic li havia explicat el 1993, per l'escriptor marathi Narayan Dharap. Va escriure el primer esborrany l'any 1997, quan tenia 18 anys. Del 2009 al 2010, va crear un guió per a la pel·lícula de 700 pàgines. El van optarset companyies de producció que es van retirar i  va entrar en producció tres vegades. Es va rodar per primera vegada el 2012, però després de l'edició, Barve i Shah no quedaren satisfets. La pel·lícula es va reescriure i tornar a rodar amb el rodatge finalitzat el maig de 2015. Pankaj Kumar va ser el director de fotografia mentre que Sanyukta Kaza n'era el muntador. Jesper Kyd va compondre la partitura original mentre que Ajay–Atul va compondre una cançó.
Tumbbad es va estrenar a la secció de la setmana de la crítica del 75a Mostra Internacional de Cinema de Venècia, la primera pel·lícula índia que s'hi va projectar. També es va projectar al Fantastic Fest de 2018, al LI Festival Internacional de Cinema Fantàstic de Catalunya, al Screamfest Horror Film Festival, al Festival de Cinema El Gouna, 23a Festival Internacional de Cinema de Kerala, Morbido Film Fest, Brooklyn Horror Film Festival i Nitte International Film Festival.
Tumbbad es va estrenar a les sales el 12 d'octubre de 2018 amb l'aclamació de la crítica amb els crítics que van elogiar la història, el disseny de producció i la fotografia. Feta amb un pressupost de producció de ₹50 milions (US$600,000)–₹150 milions (US$1.8 million), la pel·lícula va recaptar un total de ₹154 milions (US$1.8 million) a taquilla. Va rebre vuit nominacions als 64ns Filmfare Awards guanyant-ne tres per al Millor Fotografia, Millor Direcció d'Art i Millor disseny de so. Amb el temps, ha guanyat un seguici de culte i es considera que és la una de les millors entre les pel·lícules de terror hindi.

## Argument
Vinayak Rao explica al seu fill Pandurang sobre les Deesses de la Prosperitat, el símbol de l'or i el gra sense fi, i la mare de tots els Déus. La seva primera descendència Hastar, ple de cobdícia, va adquirir tot el seu or, però els altres déus el van destruir quan es va anar a fer el gra. La Deessa li va salvar la vida acollint-lo al seu ventre, amb la condició que fos oblidat. Tanmateix, els residents de Tumbbad van construir un temple per al culte d'Hastar, provocant que els déus maleïssin el poble amb una pluja incessant.
El 1918, la mare de Vinayak és l'amistançada del senyor local Sarkar i espera aconseguir una part del seu misteriós tresor. Vinayak i el seu germà Sadashiv es queden a casa amb una vella monstruosa encadenada en una habitació separada. Quan Sadashiv es fereix després de caure d'un arbre, la seva mare se l'emporta per demanar ajuda. Aleshores, Vinayak intenta alimentar la dona, que s'escapa i intenta menjar-se'l. Invoca el nom d'Hastar, fent-la caure en un somni. Sarkar i Sadashiv moren, i Vinayak i la seva mare marxen cap a Pune.
Quinze anys més tard, Vinayak torna a Tumbbad, desesperat per escapar d'una vida de pobresa. La vella encara viu, amb un arbre creixent del seu cos, i s'ofereix a explicar-li el secret del tresor de Sarkar si acaba amb el seu patiment. Ella el condueix al ventre de la deessa, situada dins de la mansió de Sarkar, i li ensenya a recuperar el tresor. Dins del ventre, Hastar habita, famolenc durant eons, ja que se li va negar el gra de la deessa. Vinayak baixa a l'úter amb una corda i dibuixa un cercle de farina per protegir-se. Llavors atrau Hastar amb un ninot de massa de farina, i quan es distreu, Vinayak roba moneda d'or del llom d'Hastar i ràpidament fuig del ventre. Vinayak llavors crema la dona i segueix viatjant de Pune a Tumbbad per recuperar més monedes, venent-les al seu amic i prestador Raghav, que es pregunta sobre la font de la nova riquesa de Vinayak. Segueix a Vinayak fins a Tumbbad, que l'enganya perquè entri a l'úter de la deessa amb un ninot de massa. Hastar ataca Raghav, i Vinayak el crema per acabar amb el seu patiment.
L'any 1947, Vinayak va ser consumit per la cobdícia i la decadència, i es va enfrontar a una vida familiar deteriorada. Entrena al seu fill Pandurang per recuperar les monedes d'Hastar i el porta a Tumbbad, advertint-li que no porti un ninot de massa per a la pràctica. Pandurang el porta de totes maneres, fet que en Hastar els ataca, però tots dos aconsegueixen escapar per poc. Vinayak va saber més tard que el govern de la mansió de Sarkar es va apropiar de la recentment formada Índia independent. Amb l'esperança d'aconseguir tant d'or com sigui possible abans que perdin la mansió, Pandurang suggereix robar tota la tapisseria d'Hastar atraient-lo amb múltiples ninots de massa. Tanmateix, el pla falla quan Hastar es multiplica en molts clons dins de l'úter, atrapant-los. Com a últim recurs, Vinayak lliga els ninots al seu voltant i s'enfronta a l'atac d'Hastar i els seus clons, permetent a Pandurang escapar. Un cop fora de l'úter, Pandurang es troba amb Vinayak, ara maleït, que li ofereix el drap d'Hastar. Pandurang es nega, i després d'adormir-lo invocant el nom d'Hastar, el crema i abandona Tumbbad, acabant així el cicle de la cobdícia.

## Repartiment
- Sohum Shah com a Vinayak Rao
  - Dhundiraj Prabhakar Jogalekar com a jove Vinayak
- Jyoti Malshe com a mare de Vinayak
- Anita Date-Kelkar com a Vaidehi Rao, la dona de Vinayak i la mare de Pandurang
- Ronjini Chakraborty com a amant de Vinayak
- Deepak Damle com a Raghav
- Mohammad Samad com a Pandurang, fill de Vinayak
  - Samad també va retratar la besàvia de Sarkar
- Rudra Soni com a Sadashiv
- Madhav Hari Joshi com a Sarkar
- Cameron Anderson com el sergent Cooper

## Producció

### Desenvolupament
El director Rahi Anil Barve va dir que el títol es deriva de la Shripad Narayan Pendse de la novel·la marathi Tumbadche Khot. Va escriure el primer esborrany l'any 1997, quan tenia 18 anys. Entre el 2009 i el 2010, va crear un guió gràfic de 700 pàgines en vuit mesos, que va dir que era l' "àncora en què es basava tot". Barve va escriure el guió basant-se en una història que el seu amic havia explicat quan es trobaven al santuari de vida salvatge de Nagzira l'any 1993 "que li va fer caure els pantalons". Era una història, "Aaji", de l'escriptor marathi Narayan Dharap - Dharap, traductor de Stephen King i escriptor dels Mites de Cthulhu de H. P. Lovecraft, havia basat "Aaji" en el conte de King Gramma que també hi presentava Hastur dels mites de Cthulhu (la pel·lícula també deriva parcialment de "Bali", un altre conte de Dharap). Anys més tard, quan va tornar a revisar la història de Dharap, la va trobar "totalment insípida, mundana i oblidable." Es va adonar que "era la narració del meu amic... que no va deixar una empremta indeleble, cicatriu a la meva psique" que "va mantenir viva la història". Barve va agafar la premissa bàsica de la història sobre un prestamista intrigant i una altra de les seves obres, sobre una noia que es queda sola amb la seva àvia que està posseïda per un dimoni. i va començar a escriure un guió. Va aconseguir trobar un productor, però es van retirar el 2008. Va obtenir finançament i la fotografia principal va començar el monsó del 2012.
Sohum Shah va interpretar el paper de Vinayak Rao, pel qual va engreixar  8 quilos. Durant els sis anys que va durar la producció, va mantenir l'aspecte del seu personatge durant tot el període. Shah va dir que es va sorprendre després d'escoltar la història de l'època perquè "no havia vist res semblant al cinema indi". El va trobar semblant a Vikram Baital i Panchatantra. Barve va dir que el tema principal de la història era la cobdícia i que la primera mitja hora de la pel·lícula es troba a "l'univers de les històries de Dharap". La pel·lícula mostra a Hastar que, segons la mitologia a la pel·lícula, va ser desterrat a l'úter de la deessa mare per ser cobdiciós de menjar i d'or. La pel·lícula està dividida en tres capítols que Barve va dir que també era una metàfora del "viatge de L'Índia, tal com la veiem avui." Havia sortit a la llum tres vegades i va ser optat per set productores que es van retirar. Barve creu que això va ser perquè "no tenia cap marc de referència per a ells, ni tan sols s'havia provat res com Tumbbad." Shah va treballar en la seva dicció i accent marathi ja que el personatge de Vinayak era un maharashtrià. Anand Gandhi va ser coguionista, director creatiu i productor executiu. La idea inicial de Barve era explicar tres històries diferents del poble de Tumbbad a la pel·lícula; Gandhi i Mitesh la van convertir en la història d'una sola persona. El mite d'Hastar va ser l'última incorporació a la història que va servir com a història de fons. El guió va ser escrit per Barve, Prasad, Gandhi i Mitesh Shah.

### Rodatge i postproducció
Tumbbad va entrar en producció per primera vegada l'any 2008 amb Nawazuddin Siddiqui al paper principal, però ràpidament va ser abandonat a mesura que el productor es va retirar.Es va tornar a rodar el 2012 amb Shah i Ghandi a bord. La pel·lícula té un diàleg mínim i es va rodar amb un moviment físic constant amb pocs talls. Barve va dir: "vam rodar sota la pluja en llocs antics, on cap humà s'havia aventurat durant almenys cent anys. Per a mi, les ubicacions de Tumbbad, la sensació del seu aire congestionat i l'atmosfera solitària i plujosa que desafia la sensació del pas del temps són tan centrals com els seus personatges." Després de l'edició, Barve i Shah es va adonar que la pel·lícula "no era capaç d'aconseguir el que es va proposar". Després es va reescriure i tornar a rodar i el rodatge es va completar al maig 2015. El riu Mutha a la zona d'Onkareshwar es va prendre com a referència per a la creació del conjunt. En tres setmanes, es va recrear el conjunt de la petita ciutat al voltant del temple. Per a la pel·lícula es va crear un conjunt doppelganger d'una antiga ciutat de Pune. Sohum Shah portava la roba típica que porten els brahmans Konkanasth a Maharashtra. Va ser rodada amb llum natural. Algunes escenes també es van rodar a Mahabaleshwar i a la vila de Tumbbad. Els efectes visuals van ser produïts per l'equip de Sean Wheelan a Filmgate Films, que també van ser els coproductors. Pankaj Kumar va ser el director de fotografia i Sanyukta Kaza va editar la pel·lícula. Kumar havia rodat el curtmetratge de Barve Manjha el 2006 i va conèixer la història de Tumbbad per part de Barve.
Barve va crear un llibre de contes com a referència. Kumar va dir que el procés de rodatge era "llarg, fort i intens". Es va decidir que l'aspecte de la pel·lícula seria "de mal humor i ombrívola"; el poble havia de semblar atemporal "sense una clara demarcació entre el dia i la nit". El rodatge es va fer sense cap llum solar a Càmera Red en format digital. Kumar va dir que tot el programa de rodatge de la pel·lícula girava al voltant de la il·luminació, observant la pluja constant i el to gris donaven una "sensació constant de tristesa i por". Volia que la pel·lícula només es rodés durant el monsó amb la seva pluja constant ja que volia una sensació de "humitat en tot moment": "Volíem que el públic se sentia xop quan sortia dels cinemes". Tanmateix, a causa de l'escassetat de pluges aquell any, Kumar no va tenir prou pluja. La tripulació va utilitzar pluja artificial per a les escenes i va haver d'esperar hores pels núvols. Tumbbad es va rodar a diversos llocs de Maharashtra, com ara Saswad i els pobles del districte de Satara. Algunes escenes es van rodar en platós construïts a Mumbai, inclosa la seqüència de l'úter. Kumar va dir que l'equip va fer un extens recce durant uns quants anys, ja que buscaven "paisatges grans sense infraccions modernes, sense torres ni estructures". Tampoc tenien el pressupost per als efectes visuals per esborrar els elements arquitectònics contemporanis.
La pel·lícula tenia quatre esquemes de colors incloent blau, gris fred, vermell i daurat. Es van utilitzar 50 fanals i làmpades per a diverses escenes per evitar les tècniques d'il·luminació actuals, ja que era una pel·lícula d'època. Les escenes dins de l'úter van trigar entre 15 i 20 dies a rodar-se sense cap efecte visual. El personatge d'Hastar va ser creat amb un maquillatge protèsic pesat pel maquillador de pròtesis Gurpreet Singh Dhuri i això va requerir de sis a set hores per preparar-se. Shah va portar lents de contacte durant tota la pel·lícula per als ulls grisos. La pel·lícula sencera es va rodar entre 100 i 120 dies amb quatre horaris de rodatge el 2012 i el 2015. Després del rodatge, l'equip va considerar que la pel·lícula estava "a mig camí" per convertir-se en una cosa que "el públic no havia vist abans". Després d'això, el guió es va reescriure, es van afegir algunes escenes i la història es va "millorar". Els decorats es van reconstruir i es va afegir l'úter. Els dissenyadors de producció de la pel·lícula van ser Nitin Zihani Choudhary i Rakesh Yadav. Per a la seva recerca, van utilitzar fotografies dels segles XVIII i XIX durant el Raj britànic. Els interiors de la cova van ser rodats a Purandare Wada, prop de Pune. Va ser fet per semblar vella i "consumida per la terra"; La tripulació va estendre molsa per tot el lloc. A Satara es va crear un mercat sencer que incloïa diverses botigues, però no es va utilitzar molt sovint a la pel·lícula.
La postproducció de la pel·lícula va trigar dos anys i mig a completar-se. Kaza havia preguntat Prasad per tornar a escriure els diàlegs després de reorganitzar l'escena de l'arbre de l'àvia mentre l'editava. Va utilitzar els "únics plans estables utilitzables i els va posar en un ordre determinat i després va trucar a Adesh i li va demanar que tornés a escriure els diàlegs segons l'edició". El seu temps d'execució inicial es va tancar a 200 minuts, que es va editar a 100 minuts. El clímax de la pel·lícula dins de l'úter es va rodar amb una sola font de llum: un llum d'oli. La pel·lícula va ser produïda per Film i Väst i Filmgate Films juntament amb Eros International i Colour Yellow Productions d’Aanand L. Rai.

## Música
La cançó principal de Tumbbad va ser composta, arreglada i produïda per Ajay–Atul; es va cantar en hindi amb lletra escrita per Raj Shekhar. Es va estrenar el 6 d'octubre de 2018. La partitura original va ser composta per Jesper Kyd. Prasad estava fent mostres de peces musicals de diversos compositors quan va escoltar la banda sonora "Apocalypse" del videojoc de 2006 Hitman: Blood Money compost per Kyd i va decidir treballar amb ell. Kyd va pensar que l'equip de Tumbbad volia que la banda sonora estigués entre un so occidental i un so indi.
Prasad va enviar a Kyd una mostra de la cançó de Laxmikant–Pyarelal de Ram Lakhan (1989) com a referència; Kyd també va veure vídeos de percussionistes de carrer i The Sinful Dwarf (1973). Kyd va gravar el cor amb música búlgara anomenada "Descending", que va ser la primera cançó que va escriure per al film. Tant Prasad com Kyd solien interactuar entre ells a través de Skype. La partitura implicava gravar en directe amb violoncel i violí així com el so real de grills. Kyd va fer tres tipus de so diferents per a les tres parts de la pel·lícula. L'àlbum consta de 22 cançons i es va publicar el 10 de novembre de 2018.
| 1.            | «The Birth of Hastar»    | 3:12  |
| 2.            | «Rains of Tumbbad»       | 2:16  |
| 3.            | «Grandmother's Meal»     | 1:53  |
| 4.            | «Secrets»                | 2:30  |
| 5.            | «Feeding the Witch»      | 3:50  |
| 6.            | «Opportunities»          | 2:03  |
| 7.            | «The Greed Manifests»    | 2:47  |
| 8.            | «Descending»             | 2:54  |
| 9.            | «The Wife»               | 1:06  |
| 10.           | «The Box is Opened»      | 1:25  |
| 11.           | «Hastar»                 | 4:32  |
| 12.           | «Happy Ever After»       | 2:30  |
| 13.           | «Telefon»                | 1:02  |
| 14.           | «Driving in the Rain»    | 1:51  |
| 15.           | «The Initiation»         | 2:16  |
| 16.           | «Chocolate Coins»        | 1:32  |
| 17.           | «The Mistress»           | 0:35  |
| 18.           | «Vinayak's Treasure Box» | 1:30  |
| 19.           | «Family Business»        | 3:05  |
| 20.           | «The Showdown»           | 3:17  |
| 21.           | «The Final Choice»       | 1:56  |
| 22.           | «The Goddess»            | 3:10  |
| Durada total: | Durada total:            | 51:00 |

## Estrena
Tumbbad es va estrenar a la secció de la setmana de la crítica de la 75a Mostra Internacional de Cinema de Venècia, convertint-se en la primera pel·lícula índia que s'hi va projectar. També es va projectar al: Fantastic Fest de 2018, LI Festival Internacional de Cinema Fantàstic de Catalunya, el Screamfest Horror Film Festival, el Festival de Cinema El Gouna, 23è Festival Internacional de Cinema de Kerala, Morbido Film Fest, Brooklyn Horror Film Festival i Nitte International Film Festival. Abans de l'estrena de la pel·lícula, Aanand L. Rai va fer una projecció especial a la qual van assistir l'equip de la pel·lícula i diversos cineastes. Tumbbad es va estrenar a l'Índia el 12 d'octubre de 2018 en 575 pantalles.

## Recepció

### Recepció crítica

#### Índia
Tumbbad es va obrir a crítiques majoritàriament positives. Al lloc web de l'agregador de ressenyes Rotten Tomatoes, té una puntuació d'aprovació del 86% basada en 28 ressenyes, amb una puntuació mitjana de 7,67/10. El consens dels crítics del lloc web diu: "Tumbbad té tot el que mai no sabíeu que necessiteu en un tòpic de terror que és molt agradable a la vista."
Rachit Gupta de The Times of India va qualificar la pel·lícula de "malhumorada i atmosfèrica" i va dir que els fans de les pel·lícules de terror de Hollywood recordaran El laberinto del fauno (2006) i Eraserhead (1977). Baradwaj Rangan va escriure: "Fa temps que alguna cosa basada en el gènere resultava tan rica i misteriós, tan desafiantment a la seva cosa." Raja Sen va dir que la pel·lícula era "ambiciosa, artística i feta amb atenció, que em recordava els estils trippy del cineasta Tarsem Singh."Shubhra Gupta de The Indian Express la va anomenar "molt inusual, visualment impressionant, una barreja ricament atmosfèrica de gèneres i temes."
Sanjukta Sharma de Scroll.in va sentir que la pel·lícula subverteix els gèneres "astutament, sense cap truc": "Fa temps que una pel·lícula de terror parlava tan eloqüentment d'alguna cosa tan primordial com la cobdícia i es va mantenir fidel al seu entorn indi." Udita Jhunjhunwala de Mint va ressenyar la pel·lícula com "estranyosa, dissenyada amb imaginació, filmada de manera sorprenent i ben dirigida". Anupama Chopra va considerar que la pel·lícula no s'assemblava gens al "que has vist abans al cinema hindi", anomenant-la "la pel·lícula visualment més impressionant que he vist des de Padmaavat". Subhash K. Jha va elogiar les imatges i va escriure: "Si creieu que el cinema és principalment un mitjà visual, no us perdeu Tumbbad". Sreehari Nair de Rediff.com va observar que "les nostres aprehensions s'aixequen amb mandra i esperem com masoquistes que es produeixin les manipulacions, però el que obtenim en canvi és una moral d'una sola línia." Namrata Joshi va donar una ressenya positiva i va escriure: "L'atmosfera, el paisatge i els temes de Tumbbad s'accentuen per una sensació de por gòtica i una inquietant expectativa del diabòlic."
Suparna Sharma de la Deccan Chronicle va assenyalar que la pel·lícula té "la bellesa i l'horror de la imaginació, i et persegueix amb suavitat, molt després que hagis sortit del teatre".  Shilpa Jamkhandikar de Reuters va dir que "la veritable estrella aquí és Barve, que agafa el que podria haver estat una pel·lícula de terror normal i l'eleva a un altre nivell". Stutee Ghosh de The Quint va escriure: "Excel·leix per la seva capacitat per teixir un llenç formidable amb la por, la fantasia i el folklore que es barregen perfectament per oferir-nos un viatge ominós implacable." Anna M. M. Vetticad va escriure: "L'alegria de veure Tumbbad prové del fet que Barve i els seus coguionistes no ofereixen respostes, la qual cosa fa d'aquesta una pel·lícula deliciosament intrigant." Rajeev Masand la va anomenar "una pel·lícula molt original amb un aspecte i una sensació del més alt nivell." Jai Arjun Singh va qualificar la pel·lícula de "fantasmagòrica, majestuosa i afectiva, i aquestes qualitats provenen de l'escenografia, l'ús de la música i l'evocació d'un lloc que és com una cosa que respira, corroint els pensaments i les accions de la gent que hi ha."

#### A l'estranger
Lee Marshall de Screen International la va anomenar "un fil inicialment atmosfèric deixat de banda pels personatges febles i una llarga evolució cap a un drama d'època sense por a la seva secció mitjana massa llarga". Deborah Young de The Hollywood Reporter va qualificar la pel·lícula d' "atmosfèrica, pesada en mitologia i terrorífica com l'infern". J. Hurtado de Screen Anarchy va tenir una resposta positiva i va escriure: "Una gravació lenta el final de la qual és meravellosament inesperat i tanmateix adequat, Tumbbad és una gran pel·lícula i esperem que el començament de una nova tendència a l'Índia." També la va incloure a la seva llista de 14 pel·lícules índies preferides del 2018.
Jonathan Barkan de Dread Central va escriure que la pel·lícula "està més centrada en l'horror del comportament humà que no pas en les portes que cruixen i el terror del que s'amaga a la foscor". També va sentir que la segona meitat de la pel·lícula tenia "excés de temps". Matt Donato de /Film va escriure: "Dissenys de criatures boges, combinacions de colors dignes de l'Acadèmia i embalatges òptics impecables, treball de caràcter menyspreable destinat a provocar la crueltat discutida. per a la grandiositat materialista: Tumbbad és un paquet complet de gènere condimentat amb una punyent puntada estrangera." Trace Thurman deBloody Disgusting va escriure a la seva ressenya: "Amb una convincent història de cobdícia que abasta més de 30 anys, un monstre memorable i una fotografia realment bella, Tumbbad no s'ha de perdre." Jacob Trussell de Film School Rejects va anomenar la pel·lícula "terror indi popular en la seva màxima esplendor" que ofereix "una pel·lícula índia sobre la cultura índia, eliminada dels adorns del musical i substituïda per històries de la teologia índia poc coneguda."

### Taquilla (producció original)
Tumbbad es va fer amb un pressupost de producció de ₹50 milions (US$600,000). Va recollir ₹6.5 milions (US$78,000)  el dia de la inauguració a la taquill. La recaptació va augmentar després del boca-orella positiu i la pel·lícula va guanyar ₹11.5 milions (US$140,000) al segon i ₹14.5 milions (US$170,000) al tercer dia, fent un total de ₹32.5 milions (US$390,000) durant el primer cap de setmana. Al final de la seva primera setmana, la pel·lícula va guanyar un total de ₹58.5 milions (US$700,000), el van seguir ₹89.9 milions (US$1.1 milions) la segona setmana i ₹101 milions (US$1.2 milions) la tercera setmana. Al final de la seva actuació teatral de nou setmanes, Tumbbad va guanyar un total de ₹154 milions (US$1.8 milions) a taquilla.

## Reconeixements
| Any  | Premi                                      | Categoria                           | Receptor                                                  | Resultat  | Ref.          |
| ---- | ------------------------------------------ | ----------------------------------- | --------------------------------------------------------- | --------- | ------------- |
| 2019 | Asian Film Awards                          | Millor fotografia                   | Pankaj Kumar                                              | Nominat   | [ 82 ]        |
| 2019 | Asian Film Awards                          | Millor disseny de producció         | Nitin Zihani Choudhary i Rakesh Yadav                     | Nominat   | [ 82 ]        |
| 2019 | CinemAsia Film Festival                    | Millor pel·lícula                   | Rahi Anil Barve i Adesh Prasad                            | Guanyador | [ 83 ]        |
| 2019 | Critics Choice Film Awards, India          | Millor director – Hindi             | Adesh Prasad i Rahi Anil Barve                            | Nominat   | [ 84 ]        |
| 2019 | Critics Choice Film Awards, India          | Millor fotografia                   | Pankaj Kumar                                              | Guanyador | [ 84 ]        |
| 2019 | Critics Choice Film Awards, India          | Millor disseny de producció         | Nitin Zihani Choudhary and Rakesh Yadav                   | Guanyador | [ 84 ]        |
| 2019 | Critics Choice Film Awards, India          | Millor banda sonora                 | Jesper Kyd                                                | Guanyador | [ 84 ]        |
| 2018 | Festival de Cinema El Gouna                | Golden Star                         | Rahi Anil Barve i Adesh Prasad                            | Nominat   | [ 85 ]        |
| 2019 | Filmfare Awards                            | Millor pel·lícula (Crítics)         | Rahi Anil Barve                                           | Nominat   | [ 86 ]        |
| 2019 | Filmfare Awards                            | Millor muntatge                     | Sanyukta Kaza                                             | Nominat   | [ 86 ]        |
| 2019 | Filmfare Awards                            | Millor fotografia                   | Pankaj Kumar                                              | Guanyador | [ 86 ]        |
| 2019 | Filmfare Awards                            | Millor direcció artística           | Nitin Zihani Choudhary and Rakesh Yadav                   | Guanyador | [ 86 ]        |
| 2019 | Filmfare Awards                            | Millor disseny de so                | Kunal Sharma                                              | Guanyador | [ 86 ]        |
| 2019 | Filmfare Awards                            | Millor disseny de vestuari          | Smriti Chauhan i Sachin Lovalekar                         | Nominat   | [ 86 ]        |
| 2019 | Filmfare Awards                            | Millor banda sonora                 | Jesper Kyd                                                | Nominat   | [ 86 ]        |
| 2019 | Filmfare Awards                            | Millors efectes especials           | Filmgate Films AB                                         | Nominat   | [ 86 ]        |
| 2019 | FOI Online Awards                          | Millor pel·lícula                   | Aanand L Rai, Amita Shah, Mukesh Shah i Sohum Shah        | Nominat   | [ 87 ]        |
| 2019 | FOI Online Awards                          | Millor director                     | Adesh Prasad i Rahi Anil Barve                            | Nominat   | [ 87 ]        |
| 2019 | FOI Online Awards                          | Millor guió adaptat                 | Adesh Prasad, Anand Gandhi, Mitesh Shah i Rahi Anil Barve | Nominat   | [ 87 ]        |
| 2019 | FOI Online Awards                          | Millor fotografia                   | Pankaj Kumar                                              | Guanyador | [ 87 ]        |
| 2019 | FOI Online Awards                          | Millor muntatge                     | Sanyukta Kaza                                             | Nominat   | [ 87 ]        |
| 2019 | FOI Online Awards                          | Millor disseny de so                | Kunal Sharma                                              | Nominat   | [ 87 ]        |
| 2019 | FOI Online Awards                          | Millor bansa sonora                 | Jesper Kyd                                                | Nominat   | [ 87 ]        |
| 2019 | FOI Online Awards                          | Millor disseny de producció         | Nitin Zihani Choudhary i Rakesh Yadav                     | Guanyador | [ 87 ]        |
| 2019 | FOI Online Awards                          | Millor disseny de vestuari          | Smriti Chauhan i Sachin Lovalekar                         | Nominat   | [ 87 ]        |
| 2019 | FOI Online Awards                          | Millor maquillatge i pentinat       | Serina Mendonce, Shrikant Desai i Dirty Hands             | Guanyador | [ 87 ]        |
| 2019 | FOI Online Awards                          | Millor efectes especials            | Filmgate Films AB – Martin Malmqvist                      | Nominat   | [ 87 ]        |
| 2019 | Grossmann Fantastic Film and Wine Festival | Vicious Cat – Millor pel·lícula     | Rahi Anil Barve i Adesh Prasad                            | Guanyador | [ 88 ]        |
| 2019 | International Indian Film Academy Awards   | Millors efectes especials           | Filmgate Films                                            | Guanyador | [ 89 ]        |
| 2019 | International Indian Film Academy Awards   | Millor gravació de so               | Kunal Sharma                                              | Guanyador | [ 89 ]        |
| 2018 | Screamfest Horror Film Festival            | Millor pel·lícula                   | Tumbbad                                                   | Guanyador | [ 90 ]        |
| 2018 | Screamfest Horror Film Festival            | Millors efectes visuals             | Gajjar Parth                                              | Guanyador | [ 90 ]        |
| 2019 | Screen Awards                              | Millor pel·lícula (Critics)         | Sohum Shah, Aanand L. Rai, Mukesh Shah and Amita Shah     | Nominat   | [ 91 ]        |
| 2019 | Screen Awards                              | Millor debut com a director         | Rahi Anil Barve i Adesh Prasad                            | Nominat   | [ 91 ]        |
| 2019 | Screen Awards                              | Millor artista infantil             | Mohammad Samad                                            | Guanyador | [ 91 ]        |
| 2019 | Screen Awards                              | Millor artista infantil             | Dhundiraj Prabhakar Jogalekar                             | Guanyador | [ 91 ]        |
| 2019 | Screen Awards                              | Millor fotografia                   | Pankaj Kumar                                              | Guanyador | [ 91 ]        |
| 2018 | Festival de Sitges                         | Millor pel·lícula                   | Rahi Anil Barve i Adesh Prasad                            | Nominat   | [ 51 ] [ 92 ] |
| 2018 | Festival de Sitges                         | Millor pel·lícula – Focus Àsia      | Rahi Anil Barve i Adesh Prasad                            | Guanyador | [ 51 ] [ 92 ] |
| 2018 | Festival de Sitges                         | Millor fotografia                   | Pankaj Kumar                                              | Guanyador | [ 51 ] [ 92 ] |
| 2019 | Premis Zee Cine                            | Millor director debut               | Rahi Anil Barve i Adesh Prasad                            | Nominat   | [ 93 ]        |
| 2019 | Premis Zee Cine                            | Millor actuació en un paper negatiu | Sohum Shah                                                | Nominat   | [ 93 ]        |
| 2019 | Premis Zee Cine                            | Millor disseny de producció         | Nitin Zihani Choudhary i Rakesh Yadav                     | Guanyador | [ 93 ]        |